# Správce programů
Správce programů byla komponenta Windows, která je hlavní součástí Windows 3.x a Windows NT 3.x. Jedná se o program, který slouží ke spouštění oken dalších programů. Jednotlivé programy systému jsou interpretovány jako ikony, které jsou ve správci programů rozděleny do programových skupin. Správce programů a Správce souborů nahradily původní nástroj MS-DOS Executive z Windows 1.0. Ačkoliv byl nástroj ve Windows 95 nahrazen nabídkou Start, Správce programů byl skryt v systémových souborech Windows až do Windows XP, kdy zmizel na dobro. Nástroj bylo možné mezi Windows 95 a Windows XP vyvolat v nástroji Spustit příkazem progman, nebo najít ve složce System32 jako soubor progman.exe.

## Přehled
Správce programů vzešel ze Správce plochy (Desktop Manager) z OS/2. Byl představen ve Windows 3.0 a velmi ulehčil uživatelům práci. Jednotlivé programy v systému jsou ve Správce programů interpretovány jako ikony, které příslušný program otevřou, pokud na ně uživatel dvojklikne. Jednotlivé programy byly rozřazeny ve správci do samostatných programových skupin. Pokud uživatel nainstaloval nový program, zpravidla byl vložen ihned do Správce programů. Uživatel ale také mohl program přetáhnout ze Správce souborů do okna Správce programů.
Ve Windows 3.x a Windows NT 3.x se Správce souborů spouštěl automaticky se systémem, zavření okna Správce programů znamenalo ukončení celého systému. Ve Windows 3.1 se stala pevnou součástí Správce programů programová skupina Po spuštění. Aplikace vložené do této skupiny byly spuštěny po spuštění Správce programů, čili spolu s načtením systému. Když byl program v pozdějších verzích Windows nahrazen nabídkou Start, při aktualizaci došlo ke spuštění nového nástroje Převáděč programových skupin, který jednotlivé položky Správce programů uložil jako položky nabídky Start. V systémové složce System32 bylo možné najít tento nástroj pod názvem grpconv.exe jako součást Správce programů.